# Hans-Georg Predel
Hans-Georg Predel (* 1959 in Wiedenbrügge) ist ein deutscher Sportmediziner und Hochschullehrer.

## Leben
Predel bestand 1978 in Wunstorf sein Abitur und studierte anschließend bis 1984 Humanmedizin in Aachen und Bonn. 1985 legte er sein Staatsexamen in Medizin ab und erhielt seine Approbation, zudem schloss er im selben Jahr an der Uni Bonn seine Doktorarbeit ab.
In den Jahren 1984 und 1985 war Predel am Universitätsspital Zürich im Bereich Innere Medizin als Praktikant tätig, von 1985 bis 1990 hatte er am Universitätsklinikum Bonn eine Stelle als wissenschaftlicher Mitarbeiter in der Inneren Medizin und Kardiologie inne, von 1990 bis 1992 nahm Predel Forschungsaufenthalte in den Vereinigten Staaten (University of California, San Francisco und Stanford University) sowie am Universitätsspital Basel wahr.
1992 trat er am Institut für Kreislaufforschung und Sportmedizin der Deutschen Sporthochschule Köln eine Stelle als Oberarzt an. 1998 wurde an der Sporthochschule seine Habilitation angenommen. Im Jahr 2000 stieg er vom Oberarzt zum Professor auf, 2001 übernahm er die Leitung des Instituts für Kreislaufforschung und Sportmedizin.
Zu seinen Forschungsschwerpunkten zählen die innere Medizin, Sportmedizin und kardiovaskuläre Erkrankungen. Er befasste sich unter anderem mit körperlicher Bewegung bei Übergewicht, Bluthochdruck sowie mit Alterssport.